# Gerard van Loon (historicus)

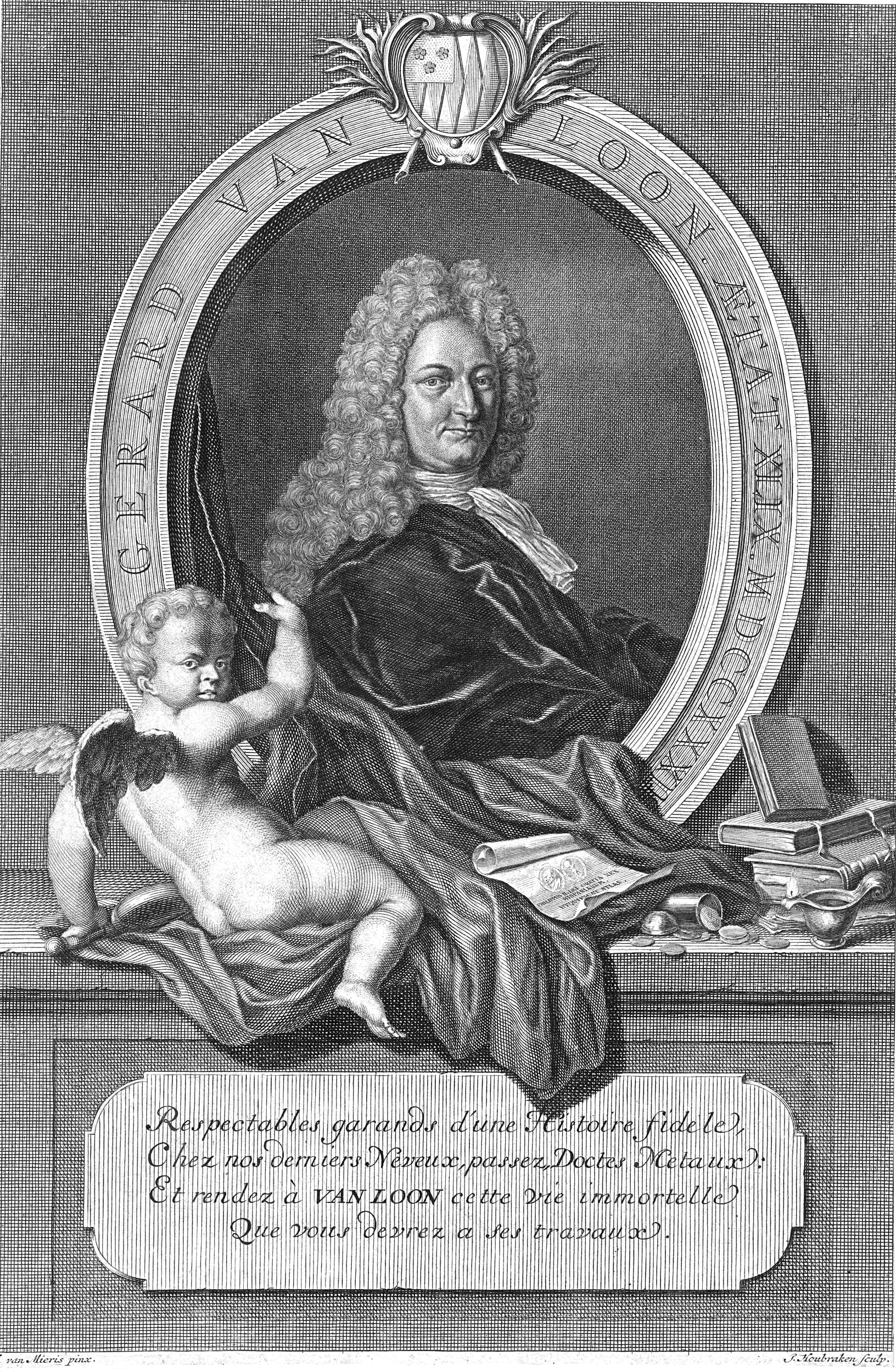
Gerard van Loon (Jacob Houbraken)

Gerard van Loon (Delft, 17 januari 1683 - Leiden, 29 augustus 1758) was een Nederlandse jurist, historicus en bovenal verwoed verzamelaar van penningen, die ook furore maakte als geschiedschrijver en uitgever van historische bronnen. In zijn jonge jaren was hij ook schrijver van gedichten en treurspelen.

## Levensloop
Gerard van Loon bezocht, evenals zijn vader, de universiteiten van Leuven en Leiden. In 1700 werd de 17-jarige Gerard, die vermoedelijk in zijn geboortestad Delft de Latijnse School zal hebben bezocht, te Leuven ingeschreven, waar hij in 1702 promoveerde tot doctor in de filosofie en letteren. Vervolgens ging hij rechtsgeleerdheid studeren aan de academie te Leiden, waar hij op 15 december 1702 werd ingeschreven. Op 6 juli 1705 promoveerde hij daar tot doctor in de beide rechten (juris utriusque doctor). Hoewel Van Loon als vermogend man vermoedelijk niet genoodzaakt was te werken zou hij van 1706 tot ten minste 1741 praktiseren als advocaat bij het Hof van Holland. Hij zal zich echter meer wijden aan het verzameling van munten en penningen en het schrijven van geschiedkundige werken.

## Numismatiek
Tegenwoordig heeft de naam van Gerard van Loon vooral onder verzamelaars van munten en penningen een bekende klank. Zijn vierdelige boekwerk Beschrijving der Nederlandsche Historiepenningen, met circa drieduizend afbeeldingen van penningen en de daarbij gevoegde historische beschrijving van de periode 1555-1716, geldt nog altijd als standaardwerk in de Nederlandse numismatiek, evenals de beknopte aanduiding "GvL" (met nadere verwijzing) die in vele catalogi gebruikt wordt.

## Werken
- Plautianus: Treurspel (Rotterdam, 1711).
- Inleiding tot de heedendaagsche penningkunde ofte verhandeling van den oorsprong van 't geld, opkomst en onderscheid der gedenkpenningen; den aard, en rekenwyze der legpenningen; de wyze van 't cyfferen der ouden, den oorspronk der cyfferletteren, toverpenningen en noodmunten. Mitsgaders van de vaste grondregelen, die in 't ontwerpen, vergaderen, schikken en behandelen der penningen; moeten worden in acht genommen... (Amsterdam, 1717; herdrukken: 's Gravenhage, 1732 en 1734, getiteld Hedendaagsche penningkunde).
- Beschryving der Nederlandsche Historiepenningen of beknopt verhaal van 't gene sedert de overdracht der heerschappye van keyzer Karel den Vyfden op koning Philips zynen zoon, tot het sluyten van den Uytrechtschen vreede, in de zeventien Nederlandsche gewesten is voorgevallen ('s-Gravenhage, 1723-1731, 4 delen).
- Aloude Hollandsche histori der keyzeren, koningen, hertogen en graaven ... versierd en opgehelderd met de noodige landkaarten, geslachtlysten, keyzer- en koninglyke penningen en veelvuldige andere Gedenkstukken, in die overoude tyden gemaakt ('s-Gravenhage, 1734; 2 delen).
- Beknopte verhandeling van de week- en jaarmarkten midsgaders van de Kermissen in Holland (Leiden, 1743).
- Beschryving der Aloude Regeeringswyze van Holland. Hoe en door wie de Batavieren uytgerooid; En op welke wyze der zelver Landen door de Fransche Koningen veroverd zyn; Midsgaders de aloude aldaar ingevoerde regeringswys dier Vorsten, Voor zoo verre die den eersten voet tot verschydene laatere gebruyken in Holland gegeeven heeft (Leiden, 1744; 5 delen).
- Geschicht-Historiaal Rym, of Rymchronyk van den Heer Klaas Kolyn, Benedictiner Monik der Abtdye te Egmont; Beginnende met den Simberschen Vloed, en eyndigende met de dood van Graaf Dirk, Vader van Florents den III. Graaf van Holland, In 't jaar elfhonderdzesenvyftig voorgevallen: Zynde voords nog met de noodige zoo Taal-als Historikundige Aantekeningen opgehelderd, en met eenen Bladwyzer der Oude Nederduytsche Woorden verrykt ('s-Gravenhage, 1745; deze Rijmkroniek van Klaas Kolijn werd later als vervalsing ontmaskerd).
- Historisch Bewys, dat het Graafschap van Holland, sedert het begin der Leenen tot den afgezwooren Philips den II toe, altyd een Leen des Duytschen Ryks geweest is; en dienstvolgens dat des zelfs Graaven, als Ryksprinsen de uytgeschreevene ryksdagen en heirvaarten bygewoond, voor de Keyzers te recht gestaan, de verleijen hunner Graafschappen van de zelven ontfangen, en in krygs- en rykslasten hun aandeel gedraagen hebben; Doch van alle welke afhangelykheden het gemelde Gewest alleen, door het aldaar gevoerde Stadhouderlyk bestuur der Doorluchtige Prinsen van Oranje en Nassou, eyndelyk in het geheel is ontheft en vry geworden (Leiden, 1748; 3 delen).
- Enkele niet uitgegeven werken zijn aanwezig op de Universiteit van Groningen (Collectie Abraham Gronovius).